# Maenola
Maenola is een geslacht van spinnen uit de familie springspinnen (Salticidae).

## Soorten
De volgende soorten zijn bij het geslacht ingedeeld:
- Maenola braziliana Soares & Camargo, 1948
- Maenola lunata Mello-Leitão, 1940
- Maenola starkei Simon, 1900